# Anuczino
Anuczino (ros. Ану́чино) – rosyjska wieś (ros. село, trb. sieło) w rejonie anuczyńskim (Kraj Nadmorski). 
W 2010 roku liczyła 4462 mieszkańców.